# Kostel Jména Panny Marie (Okříšky)
Kostel Jména Panny Marie je farní kostel římskokatolické farnosti Okříšky. Kostel se nachází v Okříškách východně od zámku. Kostel stojí na místě původního kostela z období před rokem 1500, současný kostel byl postaven pravděpodobně v roce 1673. V kostele se nachází dva oltáře, jeden dřevěný hlavní a druhý vedlejší Panny Marie Svatohostýnské. Kostel je evidován jako kulturní památka České republiky.

## Historie
Původní kostel byl založen někdy před rokem 1500, kdy podle kostelního inventáře zvon tohoto kostela pocházel z roku 1500, kostelík byl až do stavovského povstání protestantský a měl věž se dvěma zvony, kamennou podlahu a neměl sakristii.
Nynější kostel byl postaven zřejmě v roce 1673 a patřil zámeckým pánům ze sousedního zámku. Zámecký pán v kostele měl svoji vlastní tribunu s příchodem přes krytý můstek přímo z budovy zámku. Kněz zde byl umístěn na náklady zámeckého pána, byl to však spíše kaplan, než kněz. V podzemí kostela se zřejmě nacházela krypta pro účely pohřbení zámeckého pána. V roce 1691 se dle pramenů nacházel kolem kostela obezděný hřbitov, do roku 1882 se právě do tohoto hřbitova pohřbívalo, v tuto dobu byl pro kapacitní důvody zřízen nový hřbitov na místě současného hřbitova. V tu dobu vypukla epidemie cholery a tak nedostačoval původní hřbitov. V 19. století se postupně začalo upouštět od původního zasvěcení Jménu Panny Marie a začal se tak nazývat kostelem Panny Marie. V roce 1894 byla poškozena věž a přestaly se v kostele sloužit mše, hned o rok později byla věz stržena a nová byla dokončena až v roce 1898.
Na začátku 20. století se snažily Okříšky o vznik samostatné farnosti, v době před první světovou válkou byla v Okříškách zřízena expozitura a později se primárně expozita Zouhar (působil v Okříškách mezi lety 1944 a 1960) snažil o postavení fary, území i materiál byl zakoupen, pro původní režim však k samotné stavbě nedošlo. Později však došlo mezi 60. a 70. lety 20. století k přestavbě kostela a několika opravám a od roku 1991 farnost v Okříškách patří pod správu farnosti z Přibyslavic.
Oltář byl v současné podobě pochází z roku 1901, vedlejší oltář z roku 1905, křtitelnice byla vyrobena v roce 1914 betlémářem Jaroslavem Čeloudem. Křížová cesta je také součástí kostela a byla zakoupena v roce 1908, v roce 1995 pak byla rekonstruována. Z roku 1909 pochází terakotový betlém, v roce 1953 byl také zakoupen betlém dřevěný. V roce 1958 byly na věži instalovány hodiny.

## Galerie

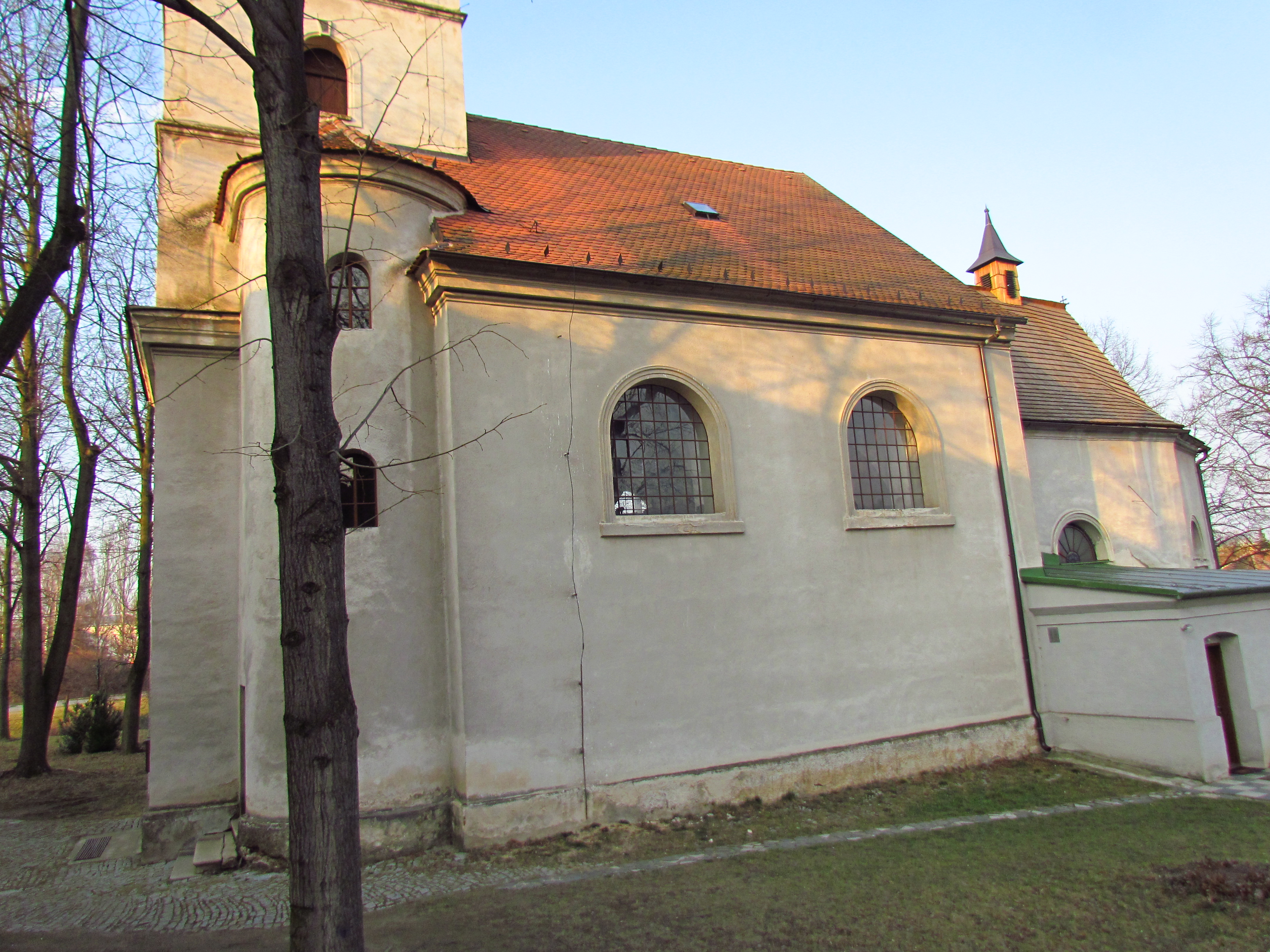
Kostel
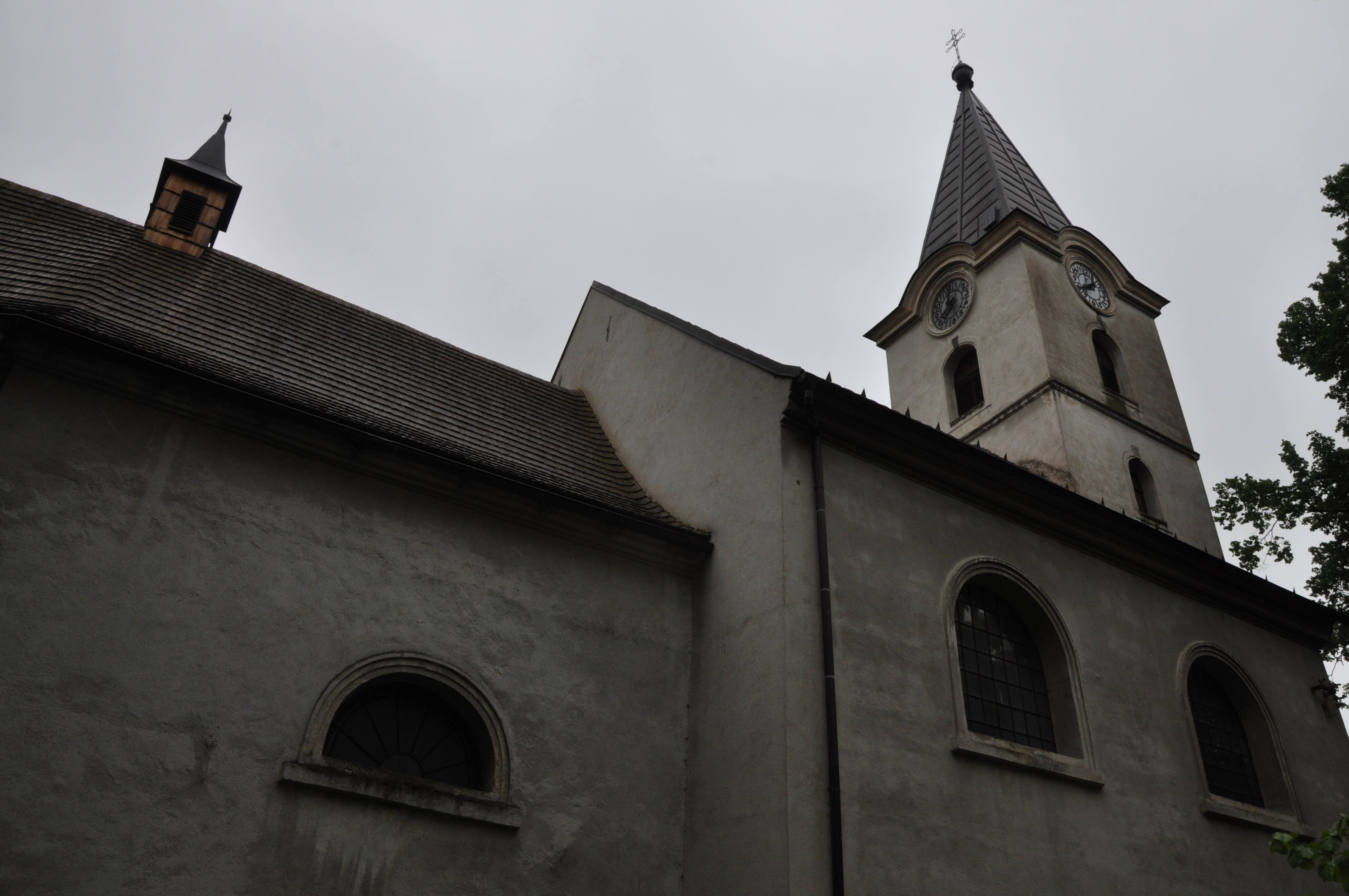
Kostel zboku
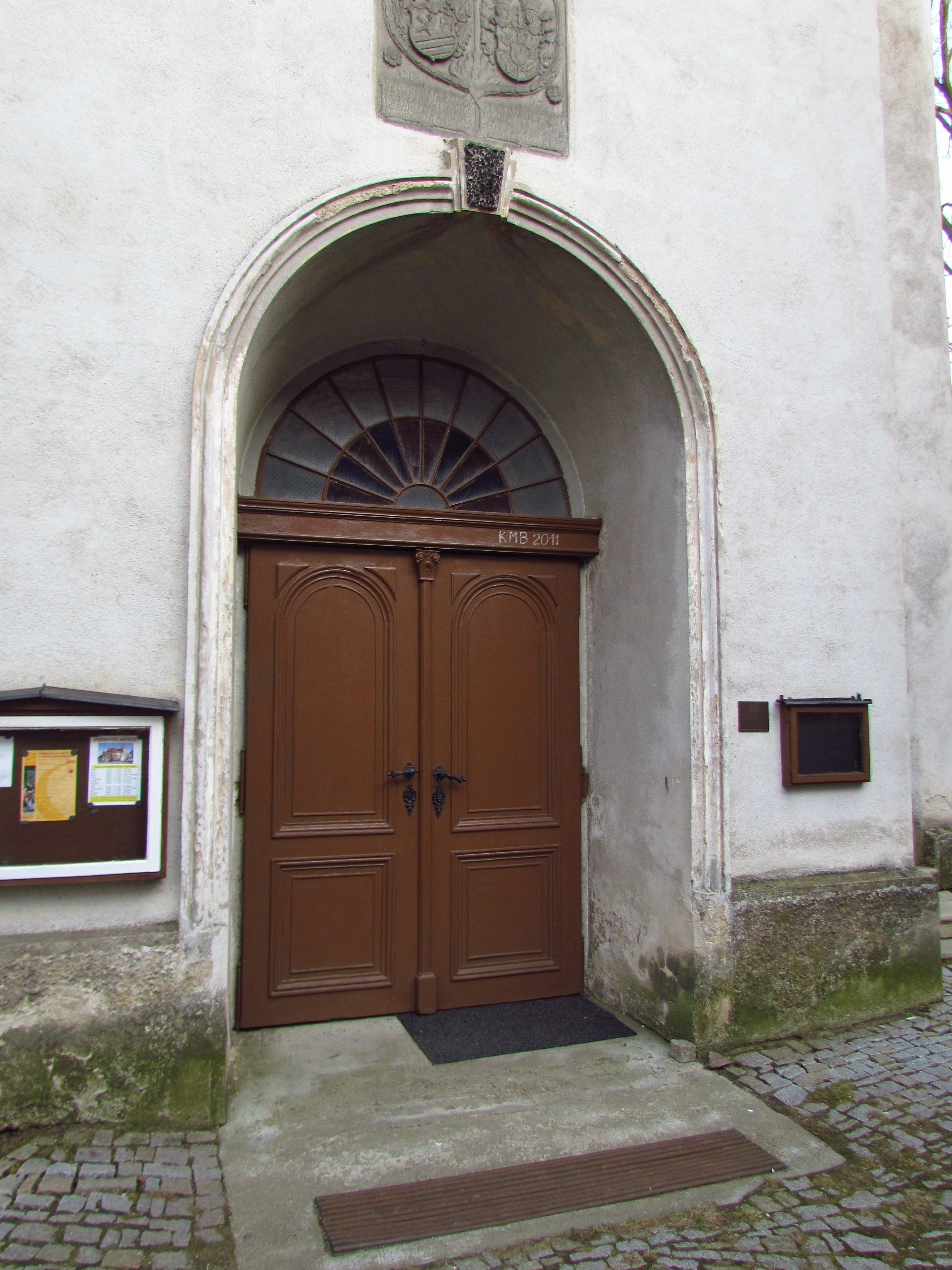
Vchod do kostela